# Саат кула (Кратово)
Саат кула (на македонска литературна норма: Саат кула) е часовниковата кула в град Кратово, Република Македония.
Според стиловите си характеристики кулата е изградена през XVI – XVII век като бегова кула. Разположена е в центъра на града и е една от 12-те съществували отбранителни кули в Кратово. В кулата от 2005 година работи малка музейна сбирка. От 2008 година е част от Музея на град Кратово.